# Гаджиева, Лариса Ибрагимхалиловна
Лари́са Ибрагимхалиловна Гаджи́ева (лак. Лариса Хӏажиева; род. 1 мая 1977, село Хосрех, Дагестанская АССР) — дагестанская эстрадная певица, заслуженная артистка Республики Дагестан (2005), народная артистка Республики Дагестан (2008).

## Карьера
По национальности — лачка, песни исполняет преимущественно на лакском языке. Родилась и выросла в селе Хосрех Дагестанской АССР. После окончания школы поступила в Махачкале в музыкальное училище и окончила его с отличием.
Прошла полный курс профессиональной переподготовки в Ростовской консерватории (академии) им. С.Рахманинова по классу «народное пение». Работать начала со студенческих лет — 10 лет в театре оперы и балета и 8 лет в Государственном хоре республики.
В 2002 году Лариса выпустила первый студийный альбом «Я вернулась». Песни «Встреча», «Твои глаза», «Разлука» активно ротировались на радиостанции «Прибой», на студии которой и был выпущен альбом. В том же году Лариса выступила с первым сольным концертом.
В 2003 году в № 23 газеты «Илчи» о певице вышла статья «Ссигъасса Лариса».
В том же 2003 году последовал новый альбом «От сердца к сердцу», записанный в московской студии «ST». В альбоме присутствуют 2 композиции на турецком и английском языках. В преддверии выхода альбома Лариса Гаджиева выступила с сольным концертом.
В 2005 году, спустя полтора года траура, Лариса представляет новую двухдневную концертную программу «Пусть звёзды счастье всем несут». На концерте она спела песню «Без тебя» в дуэте с известным кавказским шансонье Гусейном Манаповым, однако в альбом попала сольная версия песни. Как и не попала туда заглавная песня программы «Пусть звёзды счастье всем несут». Своим размахом этот концерт потряс общественность республики и не только. Музыкальный альбом был записан в Москве, на студии «Гамма».
2006 год для Ларисы Гаджиевой выдался благоприятным в творческом плане. В этом году она участвовала в концерте «5 Звёзд», где в дуэте с Асланом Гусейновым впервые исполнила песню «Будь со мной» на русском языке. В том же году Лариса впервые выступила вместе с группой «Кинса». Новая песня «Тоска по тебе» была исполнена на их сольном концерте. 28 октября она участвовала в праздничном вечере нашидов (исламских песнопений), где исполнила мавлид на лакском языке. Ранее Лариса выступила на первом по счету концерте звёзд лакской эстрады «Цӏубарз» с тремя новыми песнями. Эти песни стали популярными на радио и предшествовали новой сольной программе «Хосрех — душа моя!», которая состоялась 8 марта 2007 года.
В 2008 году Лариса участвовала в фестивале «Дни Дагестана в Москве», который проходил в Кремлёвском дворце. В октябре этого года на страницах федеральной газеты «Настоящее время» вышло интервью Ларисы Гаджиевой «Каждый должен заниматься своим делом» (автор писатель Джабраил Алиев). Это же интервью было с незначительными сокращениями опубликовано в 2009 г. в мартовском номере журнала «Дагестан».

## Дискография

### Альбомы
- 2002 — Я вернулась
- 2003 — От сердца к сердцу
- 2005 — Пусть звёзды счастье всем несут
- 2007 — Хосрех — душа моя!
- 2011 — Войди в огонь, в котором я горю
- 2012 — Исповедь

### Синглы
- 2002 — Встреча
- 2002 — Я жду тебя
- 2003 — Огонь любви
- 2003 — Сыну
- 2005 — Пусть звезды счастье всем несут
- 2005 — Будь Со Мной (дуэт с Асланом Гусейновым)
- 2005 — Тоска по тебе (дуэт с Кинса)
- 2006 — Скажи, мой друг, скажи
- 2006 — Тебя нашла
- 2007 — Мелодия моей земли
- 2008 — Твои глаза
- 2010 — Вернись (дуэт с Зайнаб Махаевой)
- 2011 — Здравствуй, отчий край
- 2011 — Урмахху
- 2012 — Не хвастаюсь любовью
- 2013 — Где моя молодость?
- 2013 — Лакская песня